# Mortal Kombat (игра, 2011)
Mortal Kombat (сокр. MK; рус. Смертельная битва) — компьютерная игра в жанре файтинг, разработанная компанией NetherRealm Studios и изданная Warner Bros. Interactive Entertainment. Это девятый по счёту основной проект в серии. Mortal Kombat была выпущена в 2011 году для игровых приставок PlayStation 3 и Xbox 360. В 2012 году увидела свет портативная версия на PlayStation Vita, в том же году вышло расширенное издание под названием Mortal Kombat: Komplete Edition. В июле 2013 года состоялся выпуск игры для персональных компьютеров.
Mortal Kombat представляет собой мягкий перезапуск франшизы, являясь одновременно и сюжетным продолжением Mortal Kombat: Armageddon (2006), и перезагрузкой истории. С точки зрения игрового процесса, игра возвращается к истокам серии — хотя персонажи и локации выполнены в 3D, игровой процесс находится в двумерном пространстве, как это было в ранних играх Mortal Kombat.
Игра получила очень положительные отзывы от критиков. Она также имела коммерческий успех: только за первый месяц было продано миллион копий. В 2015 году вышло продолжение, Mortal Kombat X.

## Игровой процесс
Игровой процесс Mortal Kombat 2011 года схож с ранними частями серии. В игре представлена двухмерная плоскость, а персонажи и окружение выполнены в трёхмерной графике. Появилась новая функция «суперметр» (англ. super meter), которая заряжается при выполнении различных действий во время боя, например, специальных приёмов или блокирования ударов. Суперметр можно заряжать до трёх уровней, каждый из которых позволяет выполнять разные действия. На первом уровне его можно использовать для проведения усиленной версии одной из специальных атак персонажа, второй позволяет прерывать комбо-атаки противника, а третий — провести специальную атаку, называемую «рентгеном» (англ. X-ray), которая наносит огромный урон. Она уникальна для каждого героя, во время неё воспроизводится специальная сцена, во время которой персонаж выполняет ряд атак, последствия от которых визуализируются посредством «рентгена» травмированных органов и костей.
В игре имеется сюжетный режим, в котором игрок берёт на себя роль разных персонажей, тренировка Fatality, позволяющая практиковаться в выполнении добивающих приёмов, «Башня испытаний», командные бои и онлайн-режим. Режим «Башня испытаний» предназначен для одиночной игры, в нём необходимо пройти 300 испытаний различной сложности, за выполнение которых выдаётся денежное вознаграждение. У игроков есть возможность использовать внутриигровую валюту, чтобы обойти сложные испытания. Среди задач: «Проверь свою силу» (англ. Test Your Might), где необходимо быстро нажимать кнопки для уничтожения блоков разной прочности, «Проверь своё зрение» (англ. Test Your Sight) работает по принципу напёрстков, нужно следить за перетасовкой чашек или черепов, под одним из которых спрятан объект, «Проверь свой удар» (англ. Test Your Strike) — сломать блоки в стопке, а также «Проверь свою удачу» (англ. Test Your Luck) — сразить противника при определённых условиях, например, без прыжков. Два игрока могут играть одновременно в одной команде, чередуясь между собой. Персонаж, который в данный момент не участвует в сражении, может помочь своему товарищу, нанеся дополнительный урон противнику во время выполнения комбо. При смене героя также можно выполнить специальный приём с нанесением урона врагу. В многопользовательской игре появился режим «Царь горы» (англ. King of the Hill), в котором до восьми игроков выступают в роли зрителей.

## Сюжет
События игры происходят после окончания Mortal Kombat: Armageddon. Поле битвы усеяно мёртвыми бойцами, на вершине пирамиды остались двое — Шао Кан и Рейден. Первый, получивший божественную мощь после победы над Блейзом, легко побеждает второго — он швыряет его в сторону, когда у Рейдена разбивается медальон. Бог грома успевает собрать осколки амулета и заложить в них заклинание, в то время как Шао Кан достаёт свой молот, чтобы нанести финальный удар. Прежде чем молот Императора опускается на него, Рейден завершает заклинание, посылает сообщение самому себе в прошлое: «Он должен победить!». Оно успешно дошло в тот момент, когда начинался первый турнир. Рейден из прошлого стал получать видения, по которым он узнаёт, что произойдёт в будущем, и пытается изменить его.
Рейден замечает трещину на его амулете и приходит к выводу, что Лю Канг должен выиграть, чтобы спасти Земное Царство. Во время турнира он становится единственным оставшимся претендентом на спасение Земли, отчасти из-за убийства Скорпионом Би-Хана, более известного как Саб-Зиро, в отместку за расправу последнего над кланом Шираи Рю. Рейден просит Скорпиона пощадить своего врага в обмен на воскрешение клана при помощи Старших Богов. Тот неохотно соглашается, но Куан Чи вызывает в сознании Скорпиона ложные видения, приводя его в ярость и заставляя убить Саб-Зиро, как он сделал это в исходной временной шкале. Лю Кангу удается победить принца Горо, а также колдуна Шан Цунга, однако трещина на амулет Рейдена становится ещё больше, что является признаком того, что будущие события остаются неизменными. Разочарованный неудачей колдуна, император Шао Кан приказывает его казнить, но передумывает, когда Цунг предлагает провести второй турнир во Внешнем мире с другими ставками: если Земное Царство победит, они оставят их в покое навсегда, но если Внешний мир победит, то им будет позволено беспрепятственно вторгаться в Земное Царство. Хотя Рейден изначально отказался, вторжение расы таркатанов побудило его принять предложение колдуна.
Во время второго турнира младший брат Би-Хана, Куай Лян, решает стать новым Саб-Зиро, он и его друг Смоук прибывают на турнир, чтобы отомстить. За ними следуют кибер-убийцы и бывшие соратники Сектор и Сайракс, которым поручено вернуть воинов-изгоев для кибернетического преобразования. Рейден меняет временную шкалу, спасая Смоука от превращения ценой того, что Куай Ляна забрали. Китана, приёмная дочь Шао Кана, решает присоединиться к битве за Земное царство, узнав о существовании её полутаркатанского клона Милины, созданного Шан Цунгом по приказу Императора. Позже к ней присоединяется подруга детства Джейд. Пытаясь спасти Землю, Рейден заменяет Лю Канга Кун Лао. После победы Кун Лао над Кинтаро, Шао Кан убивает первого, свернув ему голову прямо на арене. Лю Канг в приступе ярости нанёс ответный удар и смертельно ранил Императора. Амулет Райдена продолжил разрушаться.
Куан Чи исцеляет Шао Кана, после чего Преисподняя и Внешний мир заключают союз. Последний также оживляет давно умершую жену Шао, Синдел. Оберег, препятствующий физическому доступу Шао Кана в Земное Царство, аннулируется, и теперь возможно полномасштабное вторжение. Рейден спасает Джонни Кейджа от верной смерти, убив кентавра Мотаро. Вместе с полицейскими Страйкером и бывшим членом преступной организации Чёрный Дракон Кабалом бойцы Земного Царства пытаются остановить вторжение Кана. Кинтаро сильно обжигает Кабала, но его оживляет Кано, что значительно увеличило скорость героя. Кан усиливает Синдел с помощью убийства Цунга, забрав его накопленные веками души.
Рейден и Лю Канг отправляются с просьбой к Старшим богам. Они требуют остановить вторжение Шао Кана, однако те отказываются, говоря, что оно не нарушает законы. В это время Синдел возглавляет атаку на остальных героев. Во время последовавшей битвы Джакс, Джейд, Саб-Зиро, Кабал, Страйкер и Смоук были убиты, а Китана сильно избита. Прежде чем Синдел успевает прикончить свою дочь, вмешивается Ночной Волк, который жертвует собой, но убивает её. Рейден и Лю Канг возвращаются вскоре после этого, Китана умирает от ран, оставив Джонни Кейджа и Соню Блейд единственными выжившими, однако они оба серьёзно ранены и не могут продолжать сражаться.
Рейден пытается вступить в союз с Куан Чи, предлагая в качестве оплаты души погибших союзников (а также свою в случае смерти). Тот отказывается и показывает, что он уже владеет ими благодаря Шао Кану. Куан Чи превращает души в ревенантов. Рейден понимает, что в сообщении из будущего говорилось не о турнире, а самом Шао Кане. Лю Канг, разгневанный кажущейся бессмысленной гибелью его друзей и союзников, обвиняет Бога грома и в одиночку отправляется атаковать Шао Кана. Рейден пытается остановить своего подопечного, но случайно убивает, когда магический огонь Лю Канга смешивается с молнией, сжигая того заживо. Бог грома сдаётся Императору, однако вмешиваются Старшие Боги, наделяя Рейдена своей силой, которую он использует, чтобы победить и убить Шао Кана за нарушение кодекса турнира.
После смерти Шао Кана Рейден клянётся восстановить Земное Царство при поддержке Кейджа и Блэйд. В конце игры показан Шиннок, изгнанный Старший Бог. Выясняется, что ослабление Земного царства и смерть Императора являются частью его сделки с Куан Чи.

## Персонажи
На момент выхода в игре было 28 игровых персонажей. Четыре других бойца были включены в DLC. Персонажи, выделенные жирным шрифтом, являются новыми для серии, а выделенные курсивом — гостевыми.
| Бойцы | DLC                                      |
| --- | ---------------------------------------- |
| - Барака - Горо (неигровой) - Джакс - Джейд - Джонни Кейдж - Кабал - Кано - Китана - Кибер Саб-Зиро - Кинтаро (неигровой) - Куан Чи - Кун Лао - Кратос (только для PlayStation) - Лю Канг - Милина - Ночной Волк - Нуб Сайбот - Рейден - Рептилия - Саб-Зиро - Сайракс - Сектор - Страйкер - Скорпион - Синдел - Смоук - Соня Блейд - Эрмак - Шан Цун - Шао Кан (неигровой) - Шива | - Фредди Крюгер - Кенши - Рейн - Скарлет |

Кибер Саб-Зиро и Куан Чи были секретными персонажами в оригинальных версиях для PlayStation 3 и Xbox 360, однако они сразу разблокированы в Komplete Edition. Горо, Кинтаро и Шао Кан — неигровые персонажи-боссы. Кратос — эксклюзивный герой для PlayStation. Тремор появляется в версии для PlayStation Vita. Мотаро и Шиннок появляются в режиме истории, но не участвуют в боях.

## Разработка
В ноябре 2008 года Эд Бун, один из создателей серии, заявил, что продажи Mortal Kombat vs. DC Universe определят направление игрового процесса его «следующей игры». В 2009 году Midway Games объявила о банкротстве и была куплена Warner Bros. Interactive. Это привело к тому, что новая игра стала разрабатываться компанией NetherRealm Studios. 18 июня 2009 года Бун подтвердил на своей странице в Твиттере, что новый проект анимируется с помощью захвата движения. В конце того же года Эд заявил, что франшиза возвращается к своим истокам.
Mortal Kombat была официально представлена 10 июня 2010 года, а в 2011 году она вышла на Xbox 360 и PlayStation 3. Бун заявил, что дополнительный режим из предыдущих игр под названием «Крипта» (англ. The Krypt) вернётся с более «сложной и изощрённой системой разблокировки». Были добавлены новые функции, чтобы сделать боевую систему более глубокой. В игру включены некоторые лёгкие юмористические элементы, такие как завершающий приём Babality. Разработчики заявили, что онлайн-режим для Mortal Kombat стал их главным приоритетом.
Mortal Kombat разработана на сильно модифицированной версии Unreal Engine 3. Старший продюсер Ханс Ло заявил на Gamescom 2010, что переход от 3D-геймплея к 2D помог увеличить графическую детализацию персонажей и арен, а также повысить скорость игрового процесса. Стало возможно воссоздать физику крови, её потеря изображается более естественной и чётко видимой как на самих героях, так и на аренах.
По словам Дэйва Пиндара, одного из ведущих художников Mortal Kombat, изначально арен было 18, но позже это число выросло до 29. Для каждой из них разработана своя уникальная технология, например, в «Пустыне» есть «технология песка», позволяющая реалистично перемещаться песку при взаимодействии с персонажем. Дэн Форден, ведущий звукорежиссёр, поведал, что цель состояла в том, чтобы создать «кинематографический звуковой опыт». Mortal Kombat опирается на аудио из предыдущих частей серии, так, музыка для каждой из арен похожа на саундтрек из старой версии, но имеет «совершенно новую аранжировку». В проект также были включены едва заметные звуки, такие как шелест одежды бойца.
Бун сказал, что основное внимание было уделено персонажам из первых трёх игр Mortal Kombat, он заявил: «Если у вас есть любимый персонаж из одной из этих частей, вы, вероятно, увидите его или её в [новой] игре». Разработчики отметили, что каждый герой был разработан с целью показать его уникальным — каждый имеет свою индивидуальную стойку, позу победы и добивания. Ведущий дизайнер Джон Эдвардс сказал, что персонажи различаются по таким характеристикам, как сила и скорость. Продюсер Шон Химмерик отметил, что на создание внутреннего и внешнего дизайна героев ушло «два месяца или десять недель». Бун сказал, что для версии на Xbox 360 планировался эксклюзивный персонаж, но «к сожалению, обстоятельства не позволили [им] этого сделать». Эд также отметил, что они планировали добавить Сладкоежку из франшизы Twisted Metal.
5 апреля 2011 года Warner Bros. Interactive Entertainment и NetherRealm Studios объявили, что Mortal Kombat завершена и готова к выпуску.
Благодаря работе над сюжетном режимом Mortal Kombat vs. DC Universe, NetherRealm Studios значительно увеличила количество опытных постановщиков, что помогло в разработке Mortal Kombat. Эд Бун хотел, чтобы команда разработчиков показала историю игры через кинематографическую призму, подобно сюжетному режиму их прошлого проекта. По словам Марти Штольца, с самого начала разработки художники-раскадровщики и аниматоры были вовлечены в каждый аспект игры на том или ином уровне. Эд Бун считал, что однопользовательский режим привлечёт внимание казуальных игроков.

## Выпуск

### Продвижение
31 августа 2010 года вышел тизер-трейлер «Shadows» с треком «Another Way to Die» группы Disturbed. 28 сентября 2010 года на официальном сайте Mortal Kombat появился слоган «Битва начинается в…» (англ. Kombat Begins In ...) с обратным отсчётом, который закончился в понедельник, 11 октября. По завершении на веб-сайт была добавлена ссылка на страницу Facebook, где демонстрировался тизер-трейлер игры.
4 октября 2010 года был выпущен трейлер «Environment Bio» арены «Яма», в котором объясняется внутриигровая предыстория. Подобные видеоролики с участием локаций «Живой лес», «Мёртвый бассейн» и «Колизей Кана» были выпущены позже. Аналогичным образом вышли видео, представляющие персонажей, включая Скорпиона, Саб-Зиро, Милины, Лю Кана и Рейдена. В апреле 2011 года модели журнала Playboy Джо Гарсия и Бритни Палмер (в костюмах Милины и Китаны соответственно) продвигали игру в спонсируемом рекламном видеоблоге. В тот же месяц Bespoke Arcades создала серию игровых автоматов для продвижения Mortal Kombat на Gadget Show Live 2011. В апреле 2012 года были выпущены два трейлера с косплеем Рашель Гловер (Китана) и Данни Леви (Милина).
8 марта 2011 года была выпущена демо-версия игры, изначально исключительно для подписчиков PlayStation Plus. В ней присутствовало четыре персонажа: (Джонни Кейдж, Милина, Скорпион и Саб-Зиро), и две арены: «Живой лес», «Яма». Компания Performance Design Products выступила спонсором первого национального чемпионата по Mortal Kombat, который прошёл в Лас-Вегасе в мае 2011 года. Mortal Kombat также был представлен на Evolution Championship Series (Evo) 2011 года.

### Розничные версии
Mortal Kombat был доступен для предварительного заказа в трёх различных изданиях: Стандартное, Kollector (включает в себя копию игры, артбук, держатели для книг с фигурками Саб-Зиро и Скорпиона, а также загружаемый контент и скин, получивший название Mortal Kombat Klassic) и Tournament (включает аркадный контроллер вместо подставок, а также артбук). Также была выпущена европейская версия Kollector, в которую вошли артбук, фигурка Скорпиона и Саб-Зиро, кейс Steelbook и загружаемые скины.
В Соединённых Штатах для предварительных заказов в розничных магазинах Toys "R" Us и Wal-Mart были предоставлены классические скины для Китаны и Милины, созданные по образцу Ultimate Mortal Kombat 3. Классический скин Джейд (также базирующийся на модели UMK3) вошёл в предварительные заказы Mortal Kombat или Mortal Kombat: Annihilation на Blu-ray (обе версии 19 апреля 2011 года). GameStop, Best Buy и Amazon.com также предлагали бонусы за предварительные заказы и включали в себя классические костюмы и фаталити для Скорпиона, Саб-Зиро и Рептилии соответственно. Костюмы в стиле Mortal Kombat также были предоставлены владельцам аватаров Xbox 360, оформившим предварительный заказ на любую версию игры.

### Загружаемый контент
7 июня 2011 года NetherRealm Studios выпустила загружаемый контент Klassic, содержащий классические костюмы и фаталити, которые были бонусами к предварительному заказу игры. В Mortal Kombat появились персонажи за дополнительную плату, включая Скарлет (новый персонаж в серии, основанный на слухах из Mortal Kombat II), Кенши (впервые представленный в Mortal Kombat: Deadly Alliance), Рейн (впервые появившийся в Ultimate Mortal Kombat 3), Кратос из серии God of War и Фредди Крюгер из франшизы «Кошмар на улице Вязов». Сезонный пропуск, доступный для Xbox 360, предоставлял возможность приобрести первых четырёх дополнительных персонажей вместе по общей сниженной цене. Warner Bros. стала одной из первых игровых компаний, которая представила концепцию сезонного пропуска, набора из выпущенного и будущего загружаемого контента для игры, продаваемого со скидкой.

### Порт для PlayStation Vita
Версия для PlayStation Vita была анонсирована 18 января 2012 года. 1 мая того же года она вышла в Северной Америке, а 4 мая — в Европе. Данная версия включает в себя весь контент из Komplete Edition для PlayStation 3, а также эксклюзивные костюмы и Башню испытаний.

### Mortal Kombat: Komplete Edition
9 января 2012 года Warner Bros Interactive Entertainment анонсировала Mortal Kombat: Komplete Edition. Эта версия была выпущена для Xbox 360 и PlayStation 3 28 февраля 2012 года в Северной Америке и 2 марта в Великобритании. Она содержит весь выпущенным для файтинга загружаемый контент. Версия для Северной Америки также включает в себя коды для загрузки альбома Mortal Kombat: Songs Inspired by the Warriors, а также фильма «Смертельная битва» 1995 года.
22 мая 2013 года было объявлено, что Komplete Edition будет выпущена для Windows 3 июля того же года. Первоначально игра была доступна только на онлайн-площадке Steam, но в первые дни августа появилась розничная версия.
С 21 марта 2020 года Mortal Kombat: Komplete Edition была удалена из Steam без объяснения причины. Некоторые издания предположили, что у студии могли возникнуть проблемы с авторскими правами на гостевого персонажа Фредди Крюгера.

## Приём

### Отзывы критиков
| Сводный рейтинг       | Сводный рейтинг                                                                                                  |
| Агрегатор             | Оценка |
| --------------------- | --- |
| GameRankings          | PS3: 86,09 % X360: 85,67 % Vita: 87,31 %                                                                         |
| Metacritic            | PS3: 84/100 X360: 86/100 PS3 (Komplete Edition): 77/100 X360: (Komplete Edition): 88/100 VITA: 85/100 PC: 81/100 |
| Иноязычные издания    | |
| Издание               | Оценка |
| Game Informer         | 9,5/10 |
| GameSpot              | 8,5/10 |
| GameZone              | 9/10 |
| IGN                   | 8,0/10 |
| Русскоязычные издания | |
| Издание               | Оценка |
| Absolute Games        | 65 % |
| PlayGround.ru         | 9,2/10 |
| «Домашний ПК»         | [ 92 ] |
| «Игромания»           | 9,5/10 |

Mortal Kombat получила в основном положительные оценки от критиков. Дэвид Санчес из GameZone посчитал, что игра «предлагает много ностальгии» и является «важным шагом вперёд для серии». Издание IGN назвало проект «удивительным», отмечая его «новизну крайнего насилия с отличным боевым движком». Бретт Элстон из GamesRadar был более сдержан в своем обзоре, заявив, что это «успешное продолжение, которое одновременно перезагружает и искупает своенравную серию, хотя это и не безупречная победа».
Игровой процесс Mortal Kombat был хорошо принят критиками из-за его баланса и возврата к истокам серии. Рецензент Game Informer написал, что «единственная область, в которой игра кажется устаревшей — это её ИИ». В GameSpot похвалили проект за наличие «одного из самых глубоких сюжетных режимов, украшающих файтинг». Издание отметило, что он «невероятно банальный, но одновременно затягивающий».
Версия игры для PlayStation Vita также была хорошо принята. Дэн Рикерт из Game Informer её полноту, а Бретт Зейдлер из Destructoid назвал «прекрасным примером сохранения максимально возможной графической точности». Выпущена на два года позже других версий, порт Mortal Kombat: Komplete Edition для ПК получил положительные оценки.

### Продажи и награды
По словам Эда Буна, за первый месяц было продано миллион копий версий для PlayStation 3 и Xbox 360. Warner Bros. Interactive Entertainment, издатель Mortal Kombat, сообщил, что по состоянию на август 2011 года было продано около трех миллионов копий игры, это покрыло стоимость приобретения всех активов Midway Games. К 2013 году было продано около 4 миллионов игр. Летом 2018 года, благодаря уязвимости в защите Steam Web API, стало известно, что точное количество пользователей сервиса Steam, которые играли в Mortal Kombat Komplete Edition хотя бы один раз, составляет 1 186 829 человек.
| Год  | Награда                                       | Категория      | Примечания |
| ---- | --------------------------------------------- | -------------- | ---------- |
| 2011 | Spike Video Game Awards                       | Лучший файтинг | [ 105 ]    |
| 2011 | Golden Joystick Awards                        | Лучший файтинг | [ 106 ]    |
| 2012 | 15-я ежегодная Interactive Achievement Awards | Файтинг года   | [ 107 ]    |

### Запрет в некоторых странах
В феврале 2011 года австралийская аттестационная комиссия отказала Mortal Kombat в аттестации из-за чрезмерного насилия. Warner Bros. безуспешно обжаловала это решение в Совете по пересмотру аттестаций. Австралийская таможенная служба внесла игру в список запрещённых товаров. В 2012 году версия для Vita также попала под запрет. Представитель Warner Bros. прокомментировал: «Мы считали, что малый размер экрана консоли сведёт к минимуму насилие в игре». Однако в 2013 году, после введения классификации R18+, полное издание Mortal Kombat было выпущено без цензуры 1 мая 2013 года.
Игра также была отмечена Федеральным департаментом по СМИ Германии как вредная для молодёжи, из-за «резкого изображения насилия», а также запрещена в Южной Корее по причине изображения крови.

## Наследие и продолжения
Успех сюжетного режима Mortal Kombat повлиял на будущие части серии, а также новую франшизу Injustice от Netherrealm. Игра подчеркнула важность однопользовательских режимов в файтингах, её влияние можно проследить в Guilty Gear Xrd, Tekken 7, Street Fighter V и Marvel vs. Capcom: Infinite.
В июле 2013 года NetherRealm Studios объявили о разработке новой части в серии. Ею стала Mortal Kombat X, выпущенная 14 апреля 2015 года. Она продолжает сюжет игры 2011 года. 23 апреля 2019 года состоялся выход Mortal Kombat 11. Выпущенная в 2023 году Mortal Kombat 1 вновь перезапустила серию.